# Pokr Masrik
Pokr Masrik – wieś w Armenii, w prowincji Gegharkunik. W 2011 roku liczyła 626 mieszkańców.